# Юган Крістіан Даль
Юган Крістіан Даль (норв. Johan Christian Klausson Dahl; повне ім'я — Johan Christian Klausson Dahl; *24 лютого 1788, Берген, Норвегія — †14 жовтня 1857, Дрезден, Німеччина) — норвезький художник, графік, один з основоположників національного пейзажу.

## Біографія
Юган Крістіан Клауссон Даль народився 24 лютого 1788 року в Бергені (Норвегія).
Живопису навчався у Й.Г. Мюллера в Бергені (бл. 1808 року). Від 1811 року навчався в Академії мистецтв у Копенгагені. 
Починаючи з 1817 року викладав у класі рисунка. 
Від 1818 року Юган Крістіан Даль мешкав у Дрездені (Німеччина). Там же і в тому ж році познайомився з К.Д. Фрідріхом, який мав визначальний вплив на творчість норвежця. Також зазнав впливу німецького романтизму. 
Літні місяці Даль проводив у рідній Норвегії, малюючи на пленерах. 
Від 1820 року художник працював у Неаполі. Зокрема, захопився малюванням пейзажів місцевих видноколів, також писав сцени виверження Везувію — наслідуючи Фрідриха змальовуючи на передньому плані людські фігури. Проживав митець на віллі кронпринця Квізисана у Монте-Сант'Анджело в околицях міста. У Даля багато малюнків і акварелей з видами з вікон вілли й тераси. Вивчення голландського живопису і «північних італьяністів» викликало до життя появу тонального колориту в пейзажах художника. 
У 1826, 1834, 1839, 1844, 1850 роках художник навідувався до Норвегії. 
Від 1836 року викладав у Дрезденській Академії мистецтв.
1818 року, отримавши спеціальну стипендію від данського принца Фредерика, переїхав до Саксонії назавжди. Тут він долучився до кола художників-романтиків, яке утворилось навколо Каспара Давида Фрідриха. 
По якимось часі Юган Крістіан Даль узяв шдюб із Емілією фон Блок. 
У 1820—23 роках — художник у творчому відрядженні містами Італії. Тут він як вивчає багаті мистецькі традиції країни, в т.ч. доби Античності, так і милувався яскравою італійською природою. Створені під час цієї поїздки численні накиди надалі лягли в основу мальовничих полотен Даля.
У 1824 році Ю.К. Даль повернувся до Дрездена, де разом із Фрідрихом дістав професорську кафедру у місцевій Академії мистецтв. 
У подальші роки Даль багато мандрує за кордон, зокрема і до рідної Норвегії. Створені на основі норвезьких вражень картини Даля вважаються одними з найкращих у його творчому доробку. 
Художник помер 14 жовтня 1857 року в німецькому Дрездені.

## З творчого доробку
У своїй творчості Юган Крістіан Даль наслідує традиції голландських пейзажистів XVII столітті, зокрема Мейндерту Хоббему і Якобу ван Рейсдалу. 
Даль писав переважно гори, річки, долини та озера Норвегії. Роботи Даля завжди панорамні, в них тонко передано єдність середовища світла і повітря («Лісовий пейзаж», 1820; «Вид Штальгайма», 1826). Як і живописці-романтики, він часто зображував водоспади (малюнок «Водоспад біля Ломена», 1820), ефекти місячного сяйва (рисунок «Пейзаж з місяцем», 1824). Писав також морське узбережжя, човни і кораблі у морі («Два кораблі», 1826). 
Аналізуючи доробок Даля, перш за все колористику картин, художні критики зараховують художника до передтеч світового імпресіонізму.
Твори:
- «Пейзаж з бастіоном» (1819);
- «Дві копенгагенські башти на вечірньому небі» (бл. 1820)
- «Вечірній пейзаж з пастухом» (1822);
- «Вид з вікна на палац» (1824);
- «Виверження Везувію» (1826);
- «Кораблетроща біля узбережжя Норвегії» (1832);
- «Перед дощем» (1835);
- «Вид на Фортундаль» (1836);
- «Береза в бурю» (1836);
- «Гіттердальська кірка в Телемарку» (1837);
- «Штальгайм. Пейзаж з веселкою» (1842);
- «Хольмештранд» (1843);
- «Копенгагенська гавань у місячному сяйві» (1846);
- «Берген, Норвегія» (1848).

## Галееря

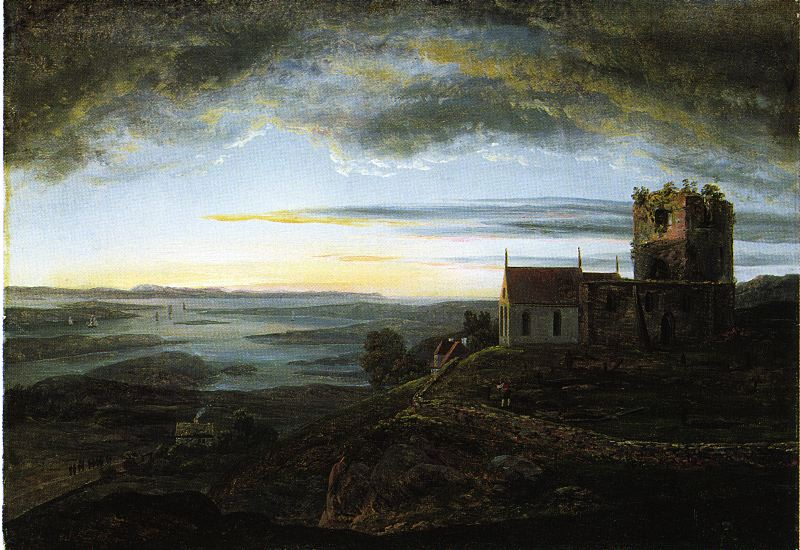
Церква у Авальдснесі  (1820)
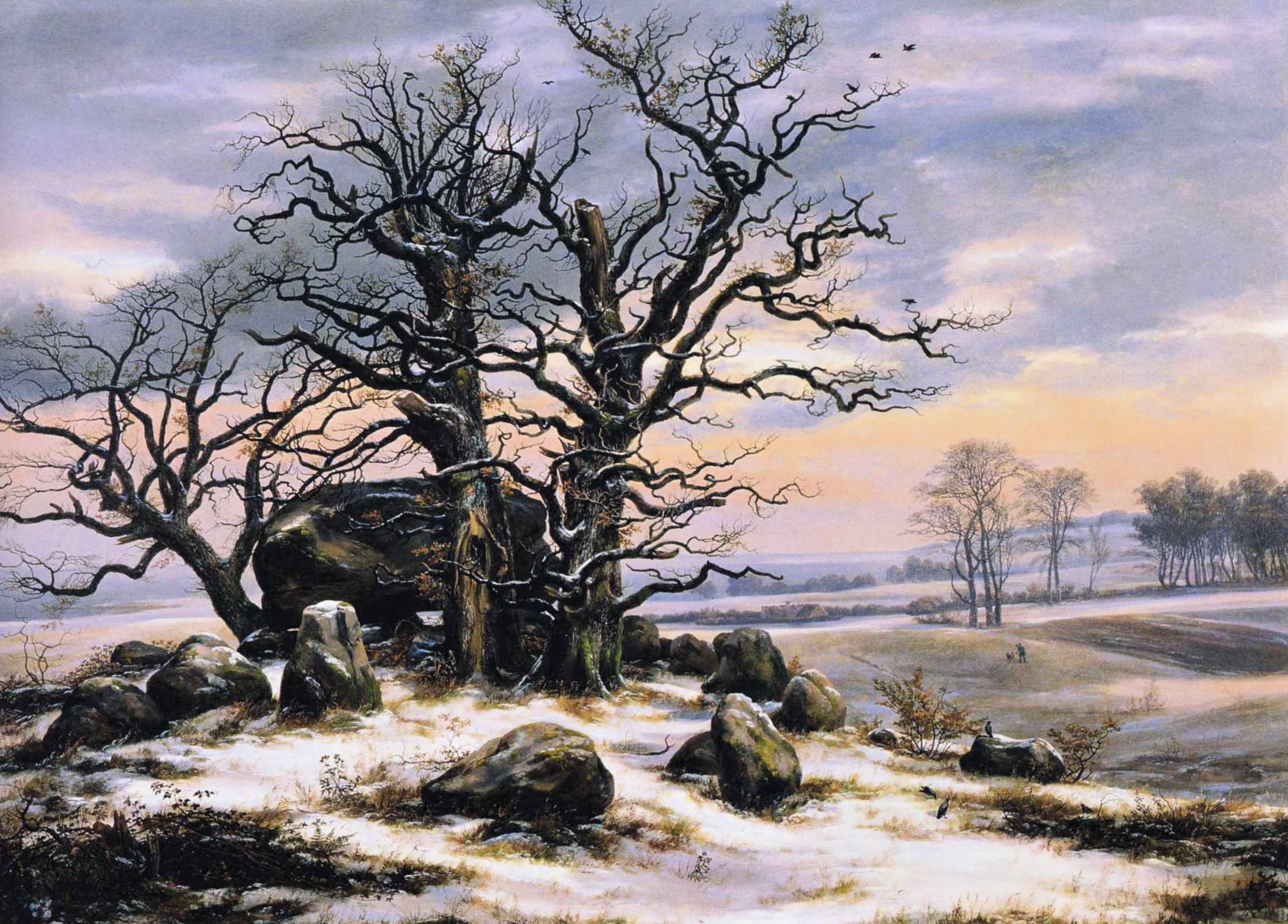
Мегаліт узимку (1824-25)
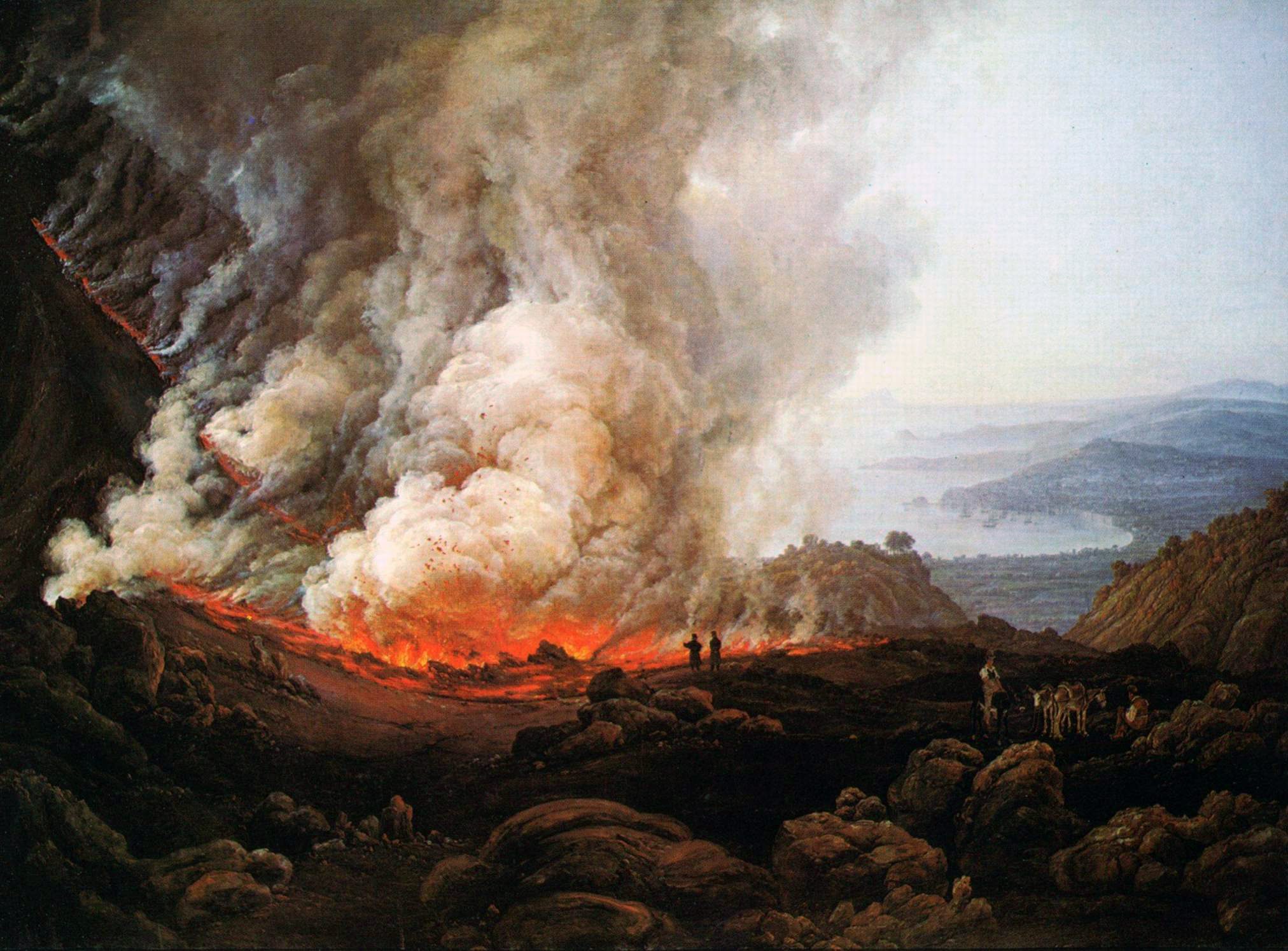
Виверження Везувію (1826)
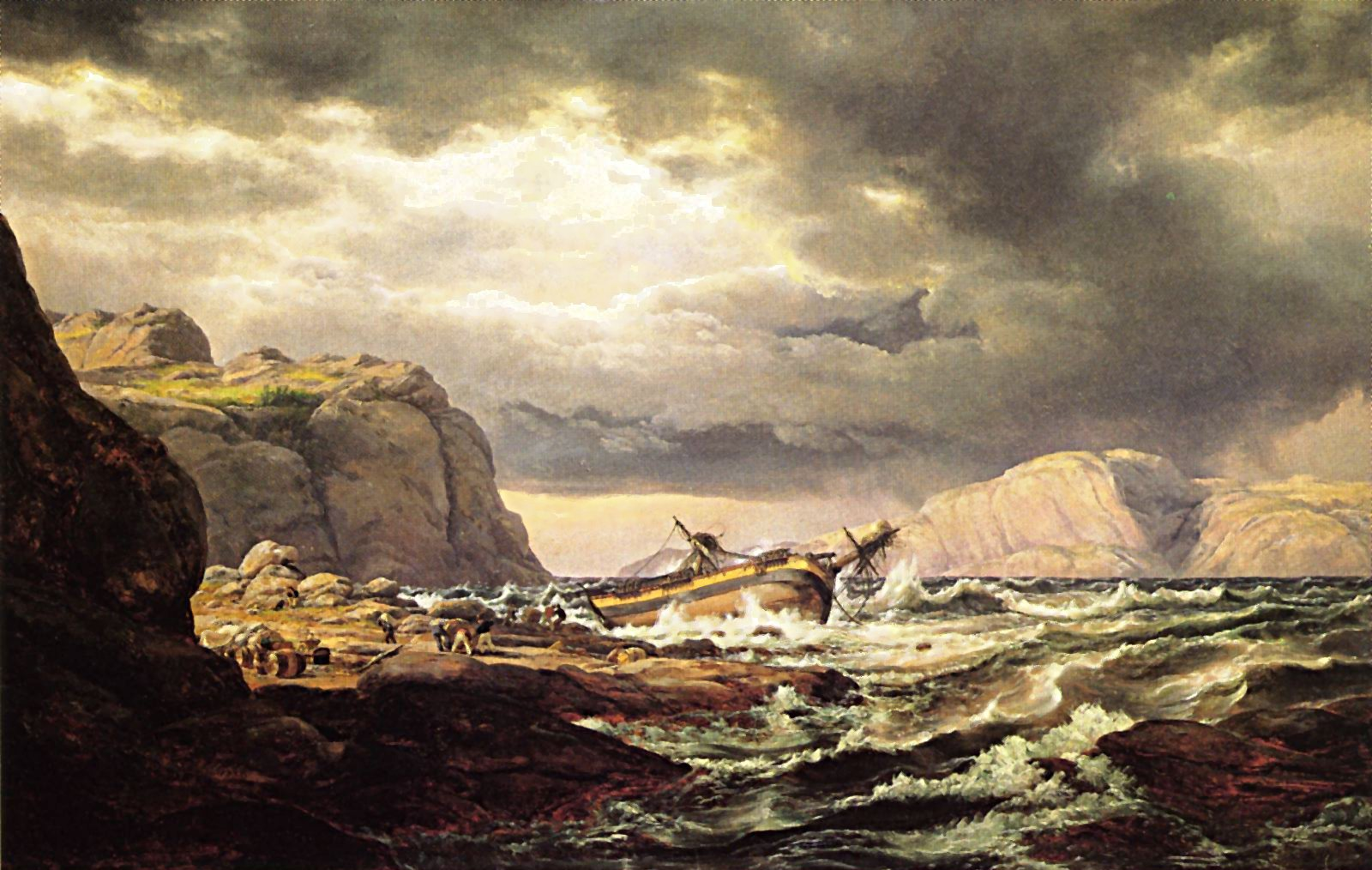
Кораблетроща біля узбережжя Норвегії (1832)
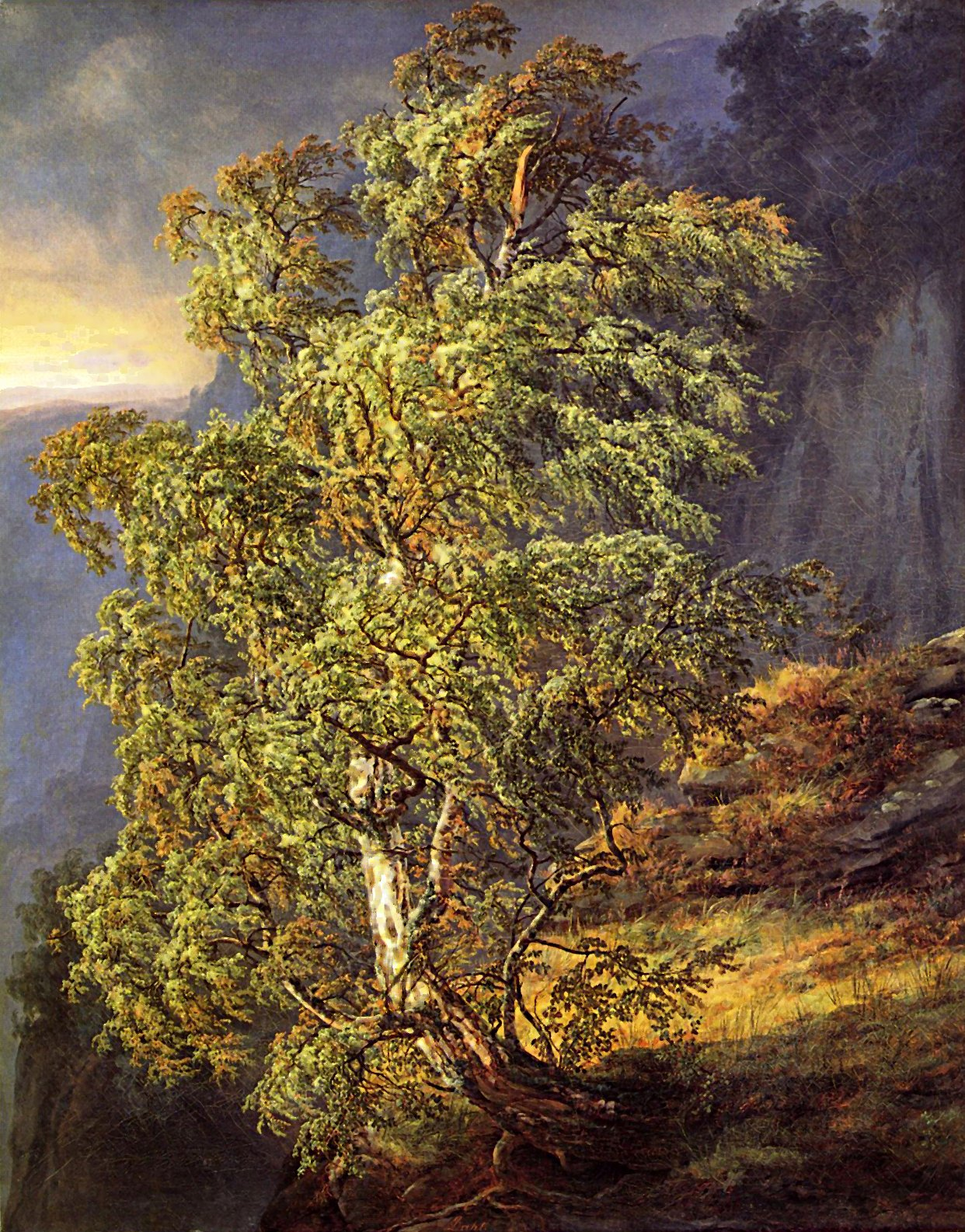
Береза в бурю (1836)
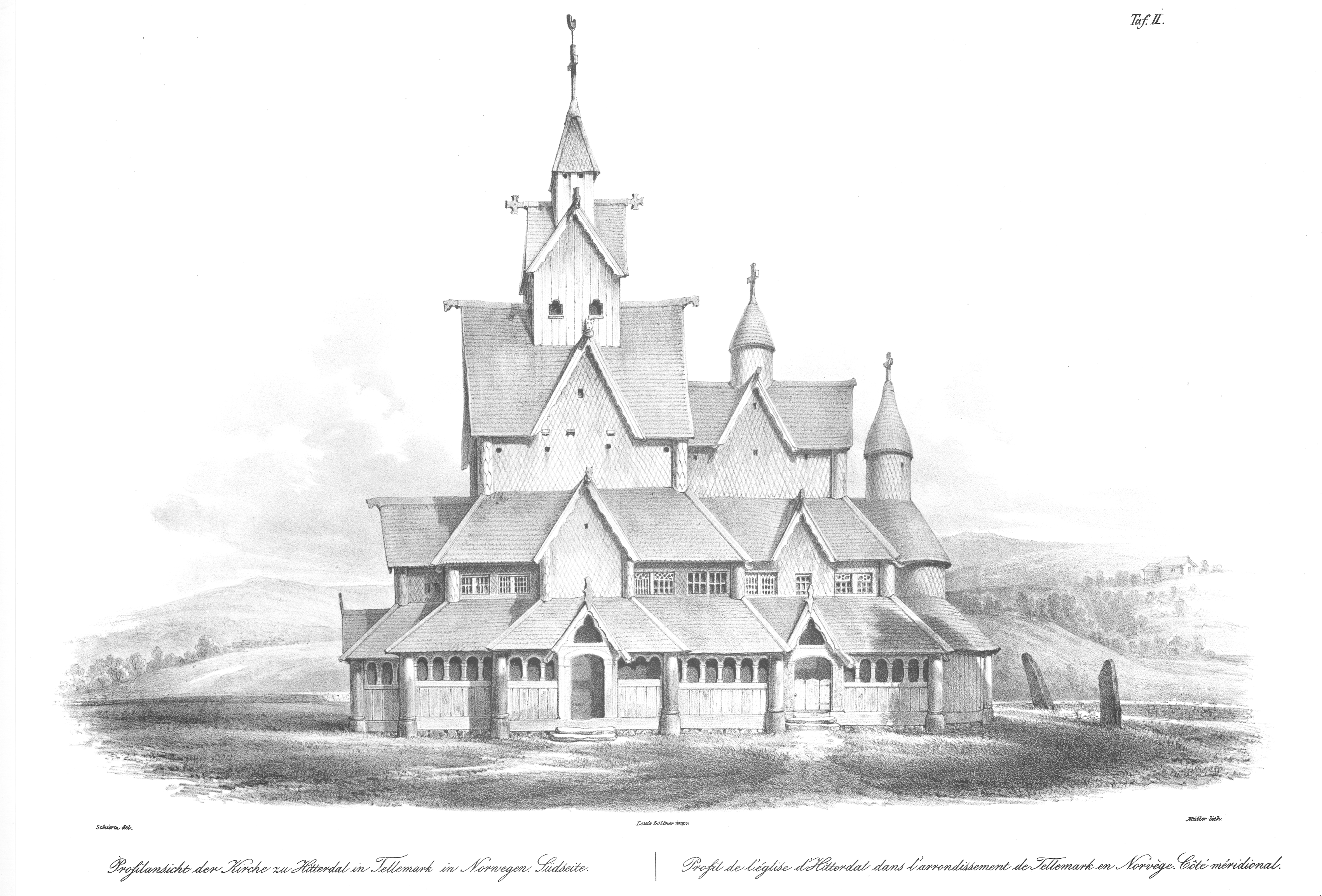
Гіттердальська кірка в Телемарку (1837)
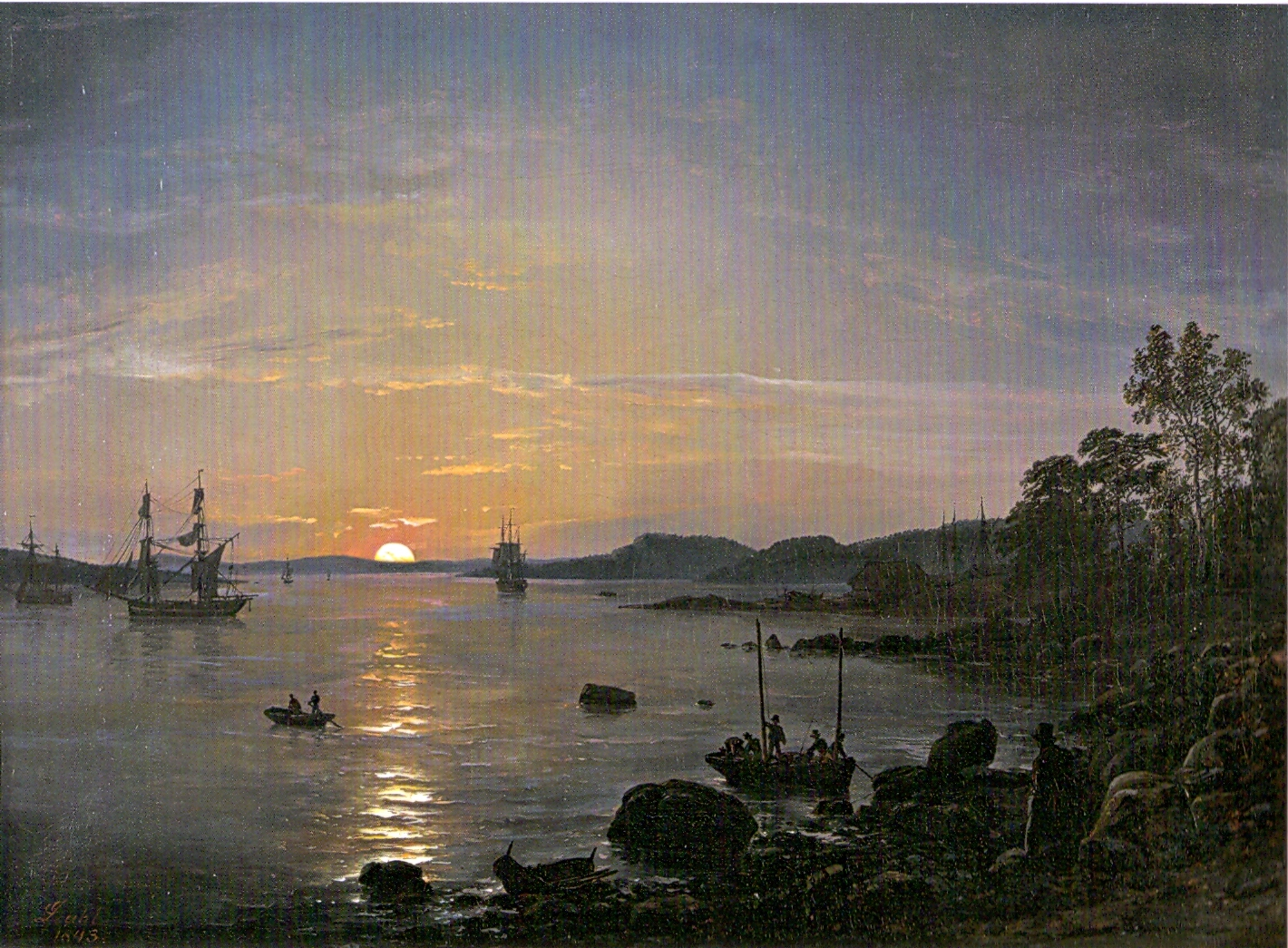
Хольмештранд (1843)
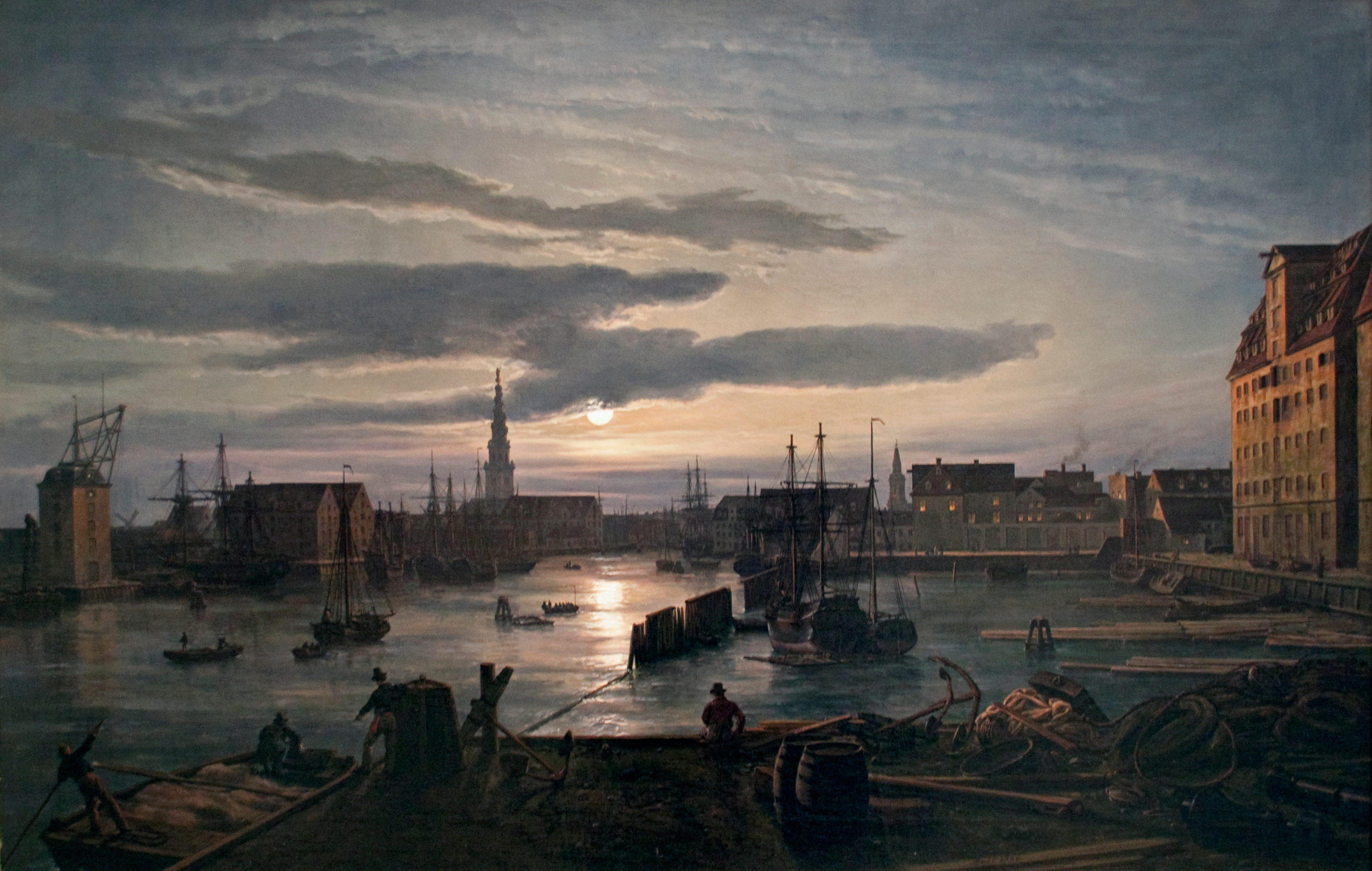
Копенгагенська гавань у місячному сяйві (1846)